# 西尾市総合体育館
西尾市総合体育館（にしおしそうごうたいいくかん）は、愛知県西尾市にある屋内スポーツ施設である。西尾市スポーツ公園内に所在する。

## 概要
1993年10月1日にオープンした。指定管理者として西尾市都市施設管理協会があたっており、年間18万人を超える利用者数がある。

## 施設
- メインアリーナ
  - 面積 - 2,280m2 60m×38m
  - 利用可能数 - バレーボール 3面、バスケットボール 3面、バドミントン 12面、テニス 3面など
  - 観客数 - 2階固定席 1,508席 2階身障者席 6席　1階可動席 660席　合計 2,174席
- サブアリーナ
  - 面積 - 714m2 34m×21m
  - 利用可能数 - バレーボール 1面、バスケットボール 1面、バドミントン 4面、テニス 1面など
- 武道場
  - 面積 - 535m2（30.6m×17.5m）
  - 利用可能数 - 剣道 2面、柔道 2面、長刀 2面
- 卓球場
  - 面積 - 274m2（17.8m×15.4m）
  - 利用可能数 - 8台
- 弓道場 6人立、的まで28m
- トレーニング室
- 会議室

## 主な大会・イベント
- Vプレミアリーグデンソー・エアリービーズのホームゲームとして、Vプレミアリーグの試合が開催されている[4]。また、Wリーグデンソーアイリスのホームゲームとして、Wリーグの試合も開催されている[5]。
- プロレスの会場としては新日本プロレスがメインアリーナ、プロレスリングWAVEがサブアリーナで興行を打ったことがある。
- 1994年（平成6年）「わかしゃち国体」剣道会場（天皇・皇后が観覧）となった。
- 2016年（平成28年）で60回を迎えた中部日本剣道大会が毎年2月上旬に開催されている。

## 交通アクセス
- 名鉄西尾駅からバス 「総合体育館・西尾東高前」下車、徒歩約1分[1]